# 杉田豊 (教育者)
杉田 豊（すぎた ゆたか）は、日本の教育者。公立大学法人静岡文化芸術大学顧問、公益財団法人静岡新聞・静岡放送文化福祉事業団評議員。
静岡県教育委員会教育長、財団法人静岡県埋蔵文化財調査研究所理事長（第7代）、学校法人静岡文化芸術大学副理事長などを歴任した。

## 来歴

### 生い立ち
1957年、静岡県立浜松西高等学校を卒業した。卒業後は静岡大学に進み、教育学部にて学んだ。1961年、静岡大学教育学部を卒業した。

### 教育者として
静岡大学卒業後は、静岡県の公立高等学校の教員として勤務する。浜松市立高等学校や静岡県立袋井高等学校などさまざまな高等学校で教諭を務め、静岡県教育委員会の事務局でも高等学校教育課の課長補佐などを務めた。その後もさまざまな高等学校での勤務を経て、静岡県立静岡高等学校にて校長に就任した。のちに、静岡県教育委員会の教育長に就任した。
教育長としては、公立高等学校への中高一貫教育制度の導入を推進した。杉田は「六年間ゆとりを持って過ごし、高校受験に充てる時間は人生について考えてほしい」との思いから、中高一貫教育制度の実現に奔走し、静岡県立浜松西高等学校などへの導入に漕ぎ着けた。初めて実施された中等部の選抜試験では「子どもたちが生きてきた十二年間の経験や知識を総動員し、自分の頭で考える問題に」したいと考え、部下に試験問題の手直しを繰り返し命じるなど、洗練された問題になるべく力を尽くした。
そのほか、教育長としての傍ら、静岡県が出資する静岡県埋蔵文化財調査研究所の理事長なども務めた。また、2001年5月14日付の発令に基づき、文部科学省の中央教育審議会では、教育制度分科会にて阿部謹也、奥谷禮子、坂村健、竹内洋、藤原正彦らとともに臨時委員を務めた。全国都道府県教育委員会連合会では、理事を務めた。

### 教育長退任後
静岡県が公設民営方式で設立した静岡文化芸術大学にて、学校法人の副理事長を務めた。のちに、静岡文化芸術大学が学校法人から公立大学法人に移管されると、公立大学法人の顧問に就任した。また、静岡県埋蔵文化財調査研究所の源流でもある駿府博物館は、2011年に静岡新聞・静岡放送文化福祉事業団に移行したが、その同事業団にて評議員を務めている。
加えて、静岡大学教育学部同窓会の会長を務めている。

## 政策・主張
1998年、文部省中央教育審議会今後の地方教育行政に関する小委員会の審議に、全国都道府県教育委員会連合会の理事として招かれている。この中で、特色ある学校づくりの推進には、校長がリーダーシップを発揮しやすい環境を整備することが不可欠と指摘している。また、学校の予算についても、緊急時に科目間の流用など弾力的な運用ができれば、学校運営の仕方に変革が期待できると述べている。ただ、予算の運用の弾力化については「これは大きな問題等が絡んでまいりますので、強い要望ではございません」と断ったうえでの発言であり、その問題点についても言及している。また、定数標準法の改善を主張しており、一学級の定員について「学校現場としましたら1学級の定員の数ですね。40人というのを1人でも少なくしていただきたいという希望は強い」と述べている。
また、2008年に実施された全国学力・学習状況調査について、その結果の分析や情報公開の是非を論じた論文を発表している。この中で「結果の公開は地域や保護者の教育に関わる関心をいやがうえにも高めるであろう。このことは教育界にとって決して悪いことではない」と指摘したうえで「公開の程度については、基本的にはそれぞれの学校や地域の特性に合わせて責任もって行えばよい」と主張している。

## 人物・交友
静岡県教育委員会の教育長を務めたが、先々代の教育長である庄田武は高等学校の先輩にあたる。浜松市立高等学校では同僚、静岡県教育委員会事務局高等学校教育課では上司と部下の関係だった。庄田から助言を受けたりすることも多く、杉田は「不思議な縁。庄田さんからは随分薫陶を受けた。『校長になったらもっと勉強しろ』などとね」と語っている。